# N500 (België)
De N500 is een gewestweg in België tussen de Doornik (R52) en de Antoing (N52). De weg heeft een lengte van ongeveer 6 kilometer.
De route verloopt tegenwoordig langs de noordkant van Antoing om daar aan te sluiten op de N52. Eerder verliep de route door het centrum van Antoing. Een deel van deze route heeft nu het wegnummer N503.
De gehele weg heeft twee rijstroken in beide rijrichtingen samen, maar heeft nauwelijks belijning op de weg.
De weg ligt voor een groot gedeelte langs de rivier Schelde.

## Plaatsen langs N500
- Doornik
- Vaulx
- Antoing